# Manuel Costas Arce
Manuel Costas Arce, né en 1820 à Puno (Pérou), mort en 1883 à Arequipa, était un homme d'État péruvien. Ministre à différentes reprises, il est président du Conseil  d'août à novembre 1864, vice-président de la République de 1872 à 1874 puis président de la République, du 28 novembre 1874 au 2 août 1876, date du coup d'État militaire du général Mariano Ignacio Prado.